# Eosanthe
Eosanthe là một chi thực vật có hoa trong họ Thiến thảo (Rubiaceae).

## Loài
Chi Eosanthe gồm các loài: